# Na kocią łapę
Na kocią łapę – polski serial obyczajowy, emitowany od 4 września do 28 listopada 2008 w telewizji Polsat.

## Fabuła
Poznańskich, Lubczyków i Puchaliskich charakteryzowała miłość do zwierząt.

## Obsada
- Agnieszka – Magdalena Górska
- Julek – Marcin Kwaśny
- Marta – Magdalena Wójcik
- Artur – Paweł Deląg
- Gabrysia – Monika Dryl
- Andrzej – Waldemar Błaszczyk
- Anna – Elżbieta Zającówna
- Krystyna – Ewa Wencel
- Helena – Dorota Kamińska
- Edward – Cezary Morawski
- Roman – Wiktor Zborowski
- Sabina – Joanna Sienkiewicz
- Aśka – Justyna Sieńczyłło
- Piotr – Marcin Rój
- właścicielka zwierzaka – Małgorzata Prażmowska

## Spis serii
| Seria | Seria | Sezon       | Odcinki   | Premiera serii  | Finał serii       | Pora emisji              | Średnia oglądalność |
| ----- | ----- | ----------- | --------- | --------------- | ----------------- | ------------------------ | ------------------- |
|       | 1.    | jesień 2008 | 1–27 (27) | 4 września 2008 | 28 listopada 2008 | czwartek i piątek, 19:30 | 1 830 394           |

Z powodu niskiej oglądalności produkcja serialu została zakończona po 27 odcinkach.